# F/A-18に関連する作品の一覧

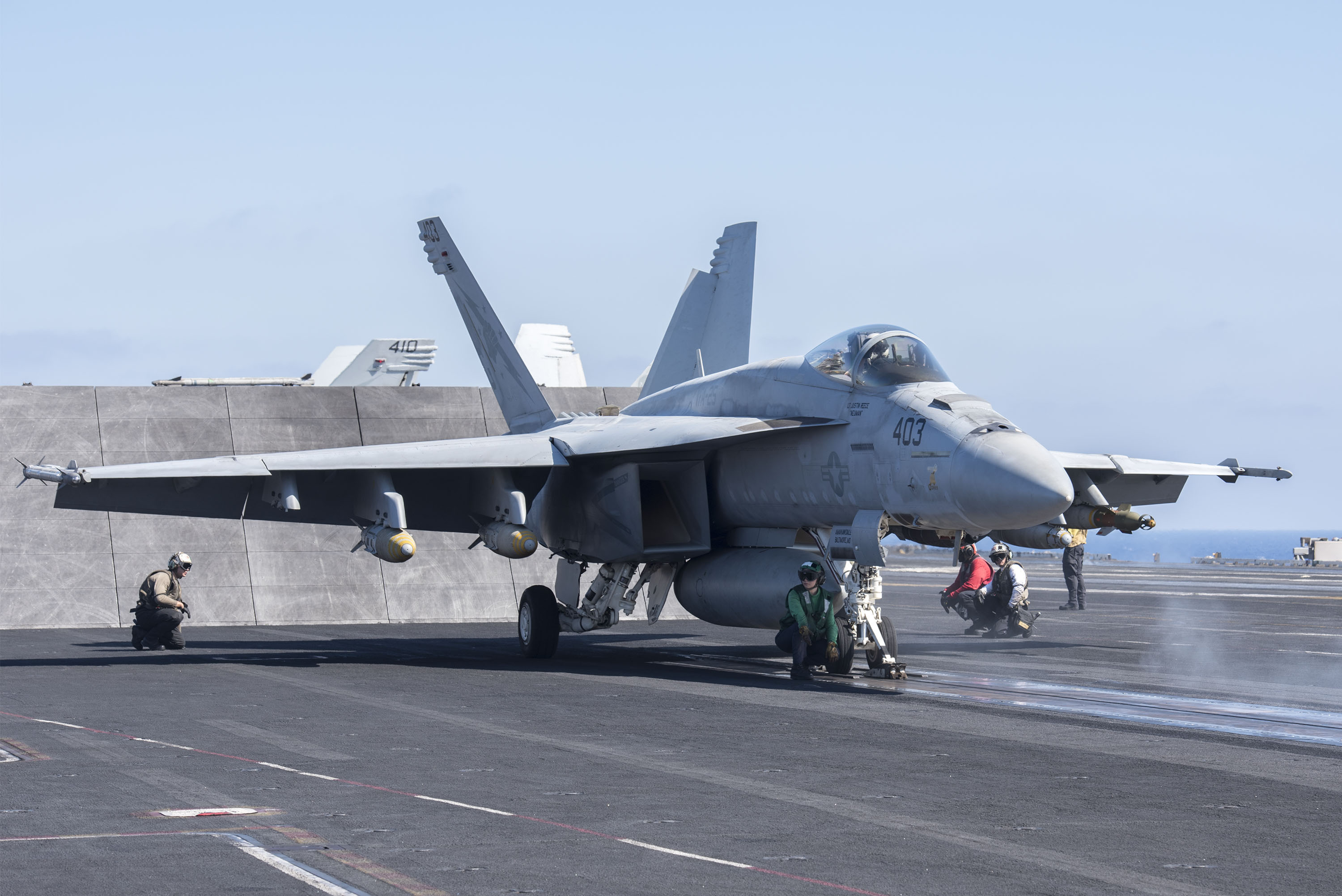
F/A-18E スーパーホーネット

F/A-18に関連する作品の一覧（F/A-18にかんれんするさくひんのいちらん）は、アメリカ海軍などで運用されているマクドネル・ダグラス社が開発した戦闘攻撃機、F/A-18A-D・F/A-18E/Fに関連する作品の一覧である。
便宜上、元となった機体であるYF-17 コブラや派生型であるEA-18G グラウラー、カナダ空軍仕様であるCF-18 ホーネットが登場するものについても記述する。

## 映画

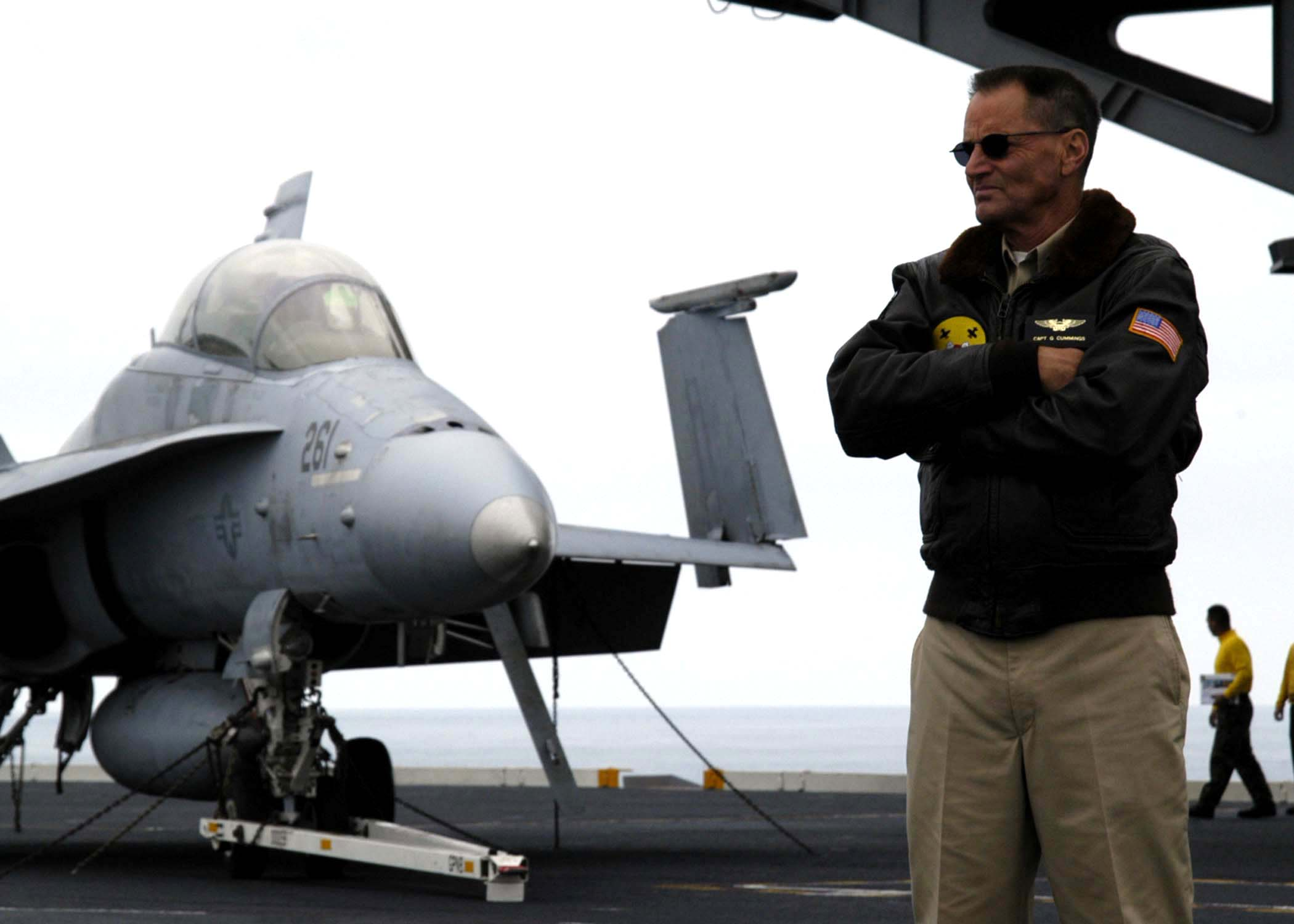
『ステルス』の撮影が行われている空母「エイブラハム・リンカーン」の飛行甲板に駐機するF/A-18D

『今そこにある危機』
アメリカ海軍のC型が登場。麻薬カルテルの邸宅を破壊するため、パナマ湾に展開する空母から1機が出撃し、特殊なレーザー誘導爆弾を1発投下する。
『インデペンデンス・デイ』
人類側の主力戦闘機として、A型とC型が登場。エイリアンの巨大兵器「シティ・デストロイヤー」への攻撃に出撃し、迎撃に上がってきたエイリアンの戦闘機「アタッカー」と激しい空中戦を繰り広げる。アメリカ海兵隊所属機をはじめ、現実には存在しないイスラエル国防軍所属機なども登場している。
『エネミー・ライン』
ニミッツ級航空母艦「カール・ヴィンソン」の艦載機であるF型が登場。コールサイン「アークエンジェル06」とする機体に主人公が搭乗しており、クリスマスにボスニア上空で偵察飛行を行っていた最中、セルビア軍の地対空ミサイルで撃墜される。
『ギララの逆襲/洞爺湖サミット危機一発』
北海道に襲来したギララに対してイタリアが行った「ローマ魂作戦」の際に登場。落とし穴へギララを誘導するため、囮の熱誘導弾ミサイルを発射する。
『クローバーフィールド/HAKAISHA』
アメリカ軍機が登場。セルフリッジ基地から発進した機体が、マンハッタン島に出現した「何か」を攻撃する。
『ゴジラシリーズ』
『GODZILLA』
アメリカ海軍のC型が登場。ゴジラが産卵を行ったマディソン・スクエア・ガーデンをハープーンで空爆し、その後、残ったミサイルでブルックリン橋上のゴジラを攻撃、これを撃破する。
『GODZILLA ゴジラ』
架空のニミッツ級空母「サラトガ」の艦載機としてE型が登場。ホノルルに出現したムートーを攻撃するため数機が出撃する。
『ゴジラ キング・オブ・モンスターズ』
アメリカ海軍のE型が登場。バミューダ近海の海底のゴジラを生き返らせるべく怪獣研究機関「モナーク」との共同作戦に参加しており、ニミッツ級空母から発艦していく。
『ゴジラvsコング』
アメリカ海軍第4艦隊所属のE型が登場。ペンサコーラのエイペックス・サイバネティクス社アメリカ本部に対するゴジラ襲撃を受け、展開したニミッツ級空母「ニミッツ」から発艦する。
『ゴジラxコング 新たなる帝国』
アメリカ海軍のC型が登場。カディスへのゴジラ襲来を受けて空母より発艦する。

『ザ・ロック』
アメリカ空軍の戦闘機としてC型が登場。VXガスを無力化するテルミットプラズマを搭載し、テロリストに占拠されたアルカトラズ刑務所を空爆するため、6機が出撃する。
『シャークネード5 ワールド・タイフーン』
所属不明機が登場。東京に上陸したシャークジラに対して出撃し、東京タワー付近でシャークジラにミサイル攻撃を加えて撃破する。
『ステルス』
ニミッツ級空母「エイブラハム・リンカーン」の艦載機であるC型が登場。クライマックスでは、主人公たちを救助に来たヘリコプターを上空から護衛する。
『世界侵略: ロサンゼルス決戦』
米海軍機とアメリカ海兵隊機が登場。ロサンゼルスを侵略したエイリアンに対して、空軍のA-10 サンダーボルトIIと共に対地攻撃を行い、陸上部隊の支援にあたる。しかし、エイリアンの空軍戦力が確認されると空中戦を行うが、ほとんどが撃墜される。ラストシーンでも、ロサンゼルスの制空権を奪還するために出撃する。
『戦火の勇気』
戦死したカレン・ウォールデン大尉の名誉勲章授与式に4機飛来し、慰霊飛行を行う。
『大怪獣東京に現わる』
フォレスタル級航空母艦「インディペンデンス」の艦載機が登場。東京へ上陸した怪獣を空爆するため出撃する。
『地球防衛未亡人』
地球防衛軍日本支部（JAP）所属機として、F/A-18をモデルとした「JAPヤロー1号」という架空の戦闘機が全編に渡って登場。ベムラス迎撃のために投入される。
『沈黙の戦艦』
アメリカ海軍のA型が登場。コールサイン「31」とする機体が、要人を載せてアイオワ級戦艦「ミズーリ」に向かったヘリコプターの安否を確認するために出動するが、確認のため「ミズーリ」に接近したところで、「ミズーリ」を占拠していたテロリストが作動させたファランクスCIWSによって撃墜される。
終盤では、「ミズーリ」から発射された2発の核弾頭搭載型トマホーク巡航ミサイルを撃墜するため、パールハーバーから数機が緊急発進し、1発の迎撃に成功する。
『ティアーズ・オブ・ザ・サン』
ニミッツ級空母「ハリー・S・トルーマン」の艦載機であるA型とC型が登場。クライマックスにて、ナイジェリアの反乱軍に追われる主人公らNavy SEALsを援護するため2機が出撃し、反政府軍を空爆する。
『特攻野郎Aチーム THE MOVIE』
在欧米軍基地に駐機してあったが、マードックが操縦するC-130 ハーキュリーズの主翼が直撃し、全機の風防が破壊されてしまう。
『トップガン マーヴェリック』
主人公たちの訓練及び作戦行動の主要な機体として単座型のE型と複座型のF型がそれぞれ登場する。実物のホーネットのコックピットにIMAXカメラを設置し撮影が行われた。ただしE型に搭乗しているとされているアビエイターも、収録自体は複座のF型機を使用。実際に後席へ俳優を乗せて、強いGのかかる空戦機動が撮影されている。。
ちなみに航空機免許を取得しているトム・クルーズはE型の貸出を希望したものの、海軍に却下されたためにF型のリアシートに搭乗し、航空機の操縦は行うことができなかった。
『トランスフォーマーシリーズ』
『トランスフォーマー/リベンジ』
中盤にて、ニミッツ級空母「セオドア・ルーズベルト」の艦載機が登場。終盤では、「ファイヤーストーム作戦」の発動に伴い、C型がディセプティコンを攻撃するため、ニミッツ級空母から出撃する。
『トランスフォーマー/ダークサイド・ムーン』
後半にて、ディセプティコンに占領されたシカゴの制空権を奪還するため、米海軍機が出撃しディセプティコンを攻撃するが、あっけなく撃墜される。
『パシフィック・リム』
回想シーンで米軍機が登場。サンフランシスコから上陸したアックスヘッドを攻撃している
『バトルシップ』
ニミッツ級空母「ロナルド・レーガン」の艦載機であるC型が登場。リムパック演習に参加しており、対潜演習が開始されると、直ぐに1機が警戒のため出撃する。
その後、コールサイン「ラフライダー404」とする機体が、エイリアンが展開したバリアの調査に向かい、バリアに激突して墜落してしまうが、クライマックスでは、アイオワ級戦艦「ミズーリ」の攻撃でバリア発生装置が破壊されたことで発艦可能な機体が全て出撃し、エイリアンの巨大兵器を空爆して主人公たちの窮地を救う。
『ホワイトハウス・ダウン』
VC-25の護衛機として数機が登場。地対空ミサイルの攻撃を受け、フレアを巻きながら回避するが、その隙にVC-25を撃墜されてしまう。
『ランペイジ 巨獣大乱闘』
米軍のC型が登場。3体の巨獣が暴れ回るシカゴへの空爆に出動したB-2 スピリットを、シカゴ上空まで護衛する。
『ワールド・ウォーZ』
ニミッツ級空母「ジョン・C・ステニス」の艦載機が登場。

## テレビドラマ
『24 -TWENTY FOUR-』
シーズン3-7で空爆時に度々登場。
『ウルトラシリーズ』
『ウルトラマン80』
対怪獣ミッション用に尾翼を廃し、機首にカナード翼を追加した改造型が、地球防衛軍の戦闘機として多数登場。3機で1個小隊を組み、UGMと連携して怪獣たちを攻撃する。この戦闘機をさらに改造してVTOL機能などを持たせた「エースフライヤー」という指揮官用バージョンも存在する。
『ウルトラマンG』
第6話「悪夢との決着」および第11話「第47格納庫」にて、オーストラリア空軍機が登場。
『ウルトラマンメビウス』
第2話から、度々F/A-18らしき戦闘機がGUYS JAPANベース内に駐機している映像が使われているが、詳細は不明。
『ザ・ラストシップ』
シーズン2第3話にて、アメリカ海軍のE型が登場。ノーフォーク海軍基地に配備されていた、コールサイン「クーガ0」とする機体が、完成したウイルスのワクチンを世界各地に届けるため飛び立って行く。
『犯罪捜査官ネイビーファイル』
空母が舞台となるエピソードで、F-14 トムキャットとともに実機が頻繁に登場。
第7シーズン中盤の前後編のエピソードの中では、架空の空母「パトリック・ヘンリー」から発艦したF/A-18のうちの1機が、独断で中国領空に侵入し、台湾海峡上空にて空中接触で中国空軍のミグ戦闘機を墜落させるというエピソードがある。

## アニメ
『BLOOD+』
第50話に登場。翼手殲滅作戦「オプションD」遂行のため、2機が爆弾を搭載して艦級不明の空母から出撃する。
『沈黙の艦隊』
OVA版に登場。原作におけるF-14D トムキャットの代役である。
『ビーストウォーズII 超生命体トランスフォーマー』
デストロンの航空親衛隊オートジェッターが本機に変形。
『魔法使いTai!』
OVA版第1話にVFA-122所属機が登場。「ツリガネ」迎撃に出動したニミッツ級航空母艦に艦載されている。
『ルパン三世VS名探偵コナン』
物語中盤にて、峰不二子が米空母（形状は架空のもの）に艦載されていたものを借用。台詞上ではF-18と呼ばれている。

## 漫画
『Cat Shit One JP』
『Cat Shit Oneシリーズ』の主人公、パッキーことパーキンスの末息子、ジョナサン・パーキンスが主人公となるスピンオフ版の本作においてジョナサンの兄、バド・パーキンスがアメリカ海軍パイロットとして搭乗。湾岸戦争に参加するも、イラク軍の携行地対空ミサイルに追われた後失神したまま飛行を続け、燃料切れによりイギリス軍の作戦地域に墜落する。脱出したバドは交換研修先の英SASに所属して参戦していた弟ジョナサンの率いる部隊に救出される。
『That's!イズミコ』
単行本第2巻にて、亜奈開家から私立呆建学園航空機隊に貸し出された戦闘機として登場。次期期末テストの問題と解答を盗み出した初等科生徒の嵯峨を追って、嵯峨が逃げ込んだ極楽院邸を爆撃しようとするが、嵯峨の能力による反撃を受けて多数が撃墜される。
『エリア88』
物語中盤、主人公（風間真）達の敵対勢力として、武器商人グループが無人操縦に改造されたF-18を砂漠を移動する地上空母の艦載機として運用する。作中では、試作機に描かれていたスズメバチのマークがそのまま描かれている。また、物語最終盤で敵勢力の親玉である神崎が風間との決着を着けるため搭乗した際には、グロスブラックの機体になっている。
『おぼっちゃまくん』
御坊軍（上記項目参照）の装備として登場。御坊茶魔の乗った自家用旅客機が墜落した際、特製の救命胴衣（高級ファッションデザイナーが製作）を茶魔達に渡すために事故現場海域上空に飛来する。ファッションデザイナーが搭乗しているので複座型。
『地獄先生ぬ〜べ〜』
原作第137話にて、第4次F-Xで選定されたという想定のもとに航空自衛隊機として登場。作中での表記は「F-18」。稲葉郷子が妖怪まくらがえしによって見せられた15年後のパラレルワールドで木村克也が搭乗している。
『空の上のアレン』
超能力者の飛行少年、アレンが民間に払い下げられたホーネットと"生身で"競争する。
『テラフォーマーズ』
単行本第14巻にF/A-18に似たアメリカ軍の戦闘機が登場。北海道に出現したテラフォーマーを殲滅するため、空母から3機編成で組まれた小部隊で出撃するが、爆撃直後にオニヤンマ型テラフォーマーの反撃を受け、全滅する。
『魔人探偵脳噛ネウロ』
単行本第10巻（テレビアニメ版第18話）に、電人HALに乗っ取られた架空の原子力空母「ハーヴェイ・オズワルド」の艦載機として登場。自動操縦による無人飛行によって威嚇のために首相官邸上空に飛来し、スモークを用いてHALのマークを描いた後、漫画では官邸に突入している。
『ムダヅモ無き改革』
単行本第1巻（OVA版第1話）にて、ニミッツ級航空母艦「ジョージ・H・W・ブッシュ」所属機が登場。OVA版では小泉ジュンイチローが搭乗し、金将軍が発射したテポドンを体当たりによって撃墜する。なお、原作漫画での同様のシーンでは、小泉はF-15 イーグルに搭乗している。

『ヤマタイカ』
第2部にて、ニミッツ級空母「カール・ビンソン」所属機が登場。F-14 トムキャットとともに、ヤマタイカのマツリによって復活した大和型戦艦「大和」を西太平洋上で攻撃する。

## 小説
『ARIEL』
第2巻にミッドウェイ級航空母艦「ミッドウェイ」所属のA型（作中での表記は「F-18A」）が登場。2機が北太平洋上でゲドー社所属のフォルクスワーゲン・ビートル改造宇宙艇を追跡するも振り切られる。また、第12巻ではSCEBAI（国立科学研究所）所属の追跡機「ぶぎうぎホーネット」の存在が言及されている。
『GODZILLA 怪獣黙示録』
アメリカ軍所属機が「F-18」の表記で登場。ロンドン上空に出現した怪獣ドゴラに対し、雀蜂の毒に含まれるドゴラに有効な成分をイギリス空軍のトーネード IDS攻撃機とともに空中から散布する。
『インデペンデンス・デイ：クルーシブル 胎動/1947-2016』
『インデペンデンス・デイ: リサージェンス』の前日譚小説。アメリカ軍戦闘機として「F-18」の表記で登場。1996年戦争の終盤、残党エイリアンとの地上戦に突入し、戦争序盤にロシア空軍が壊滅したロシアへと支援に派遣され、空対地ミサイルやナパーム弾でエイリアンを空爆する。うち数機は、エイリアンが旧ソ連軍基地から鹵獲した地対空ミサイルに撃墜されている。
『ガーリー・エアフォース』
原作3巻とアニメ版9話からF/A-18Eを元にDARPAによって対ザイ用無人戦闘機「ドーター」として改造された「F/A-18E-ANM」が登場し、そのドーターの制御ユニットであるアニマとして、実際に非公式の愛称として呼ばれる「ライノ」の名義で登場する。
アニメ版では原型機となるF/A-18Eも登場した。
『合衆国シリーズ』
E型がミリシアによる西部諸州議員団の乗った豪華客船への攻撃に使用されるほか、西アメリカ同盟側の東部進攻の際には連邦軍と同盟軍の双方が航空優勢確立や地上部隊への支援のために戦線投入する。
『塩の街 wish on my precious』
電撃文庫版に厚木基地所属機が登場。主人公の秋庭が厚木基地から強奪したF-14Aを追撃すべく出撃する。しかし実際には争奪劇自体が出来レースであり、「結晶」への攻撃を行う秋庭のF-14Aを追撃するという形で随行し、結晶破壊作戦の情報を間近で収集して米国本国に報告するのが目的だった。ところが結晶破壊直後に後部座席のRIO（Radar Intercept Officer）が塩化・死亡したことをうけコックピットが塩に埋もれ、目視不能になったパイロットが秋庭に脱出を諭されたことで脱出、墜落した。
ハードカバー版と角川文庫版では秋庭がF-14Aで結晶を攻撃するシーンが丸ごと省略されたため、登場しない。
『時空連合自衛隊』（文庫名：『超時空自衛隊』）
『真・日本艦隊』（文庫名：『時空自衛軍1947』）
『スーパー・ゼロ』
『征途』
湾岸戦争でペルシャ湾に派遣されたアメリカ海軍空母「ミッドウェイ」の艦載機として登場。CAP任務中の4機が北日本軍事顧問団のMiG29Jが発射したR-27に撃墜される。さらに「ミッドウェイ」が対艦ミサイルによる飽和攻撃を受けて撃沈されたため、空中退避に成功した何機かを除いて母艦ごと海に沈む。
『創竜伝』
第4巻にアメリカ軍の戦闘機として「F18E」が登場。架空の原子力空母「覇王（ダイナスト）」を浮遊させつつアメリカ本土へと向かうブルー・ドラゴン（竜体に変身した主人公の1人）を、40機が北極海上空2万メートルで迎撃するが、発射した空対空ミサイルはブルー・ドラゴンが発生させた高重力バリアーによって防がれ、バリアーに突入した数機は撃墜されている。
なお、実際のF/A-18Eが初飛行する前に発表された作品であるため、この「F18E」は最大速度マッハ3.3以上、実用上昇限度20,000m以上、32mmバルカン砲を2門装備するなど、実際のF/A-18Eとはまったくの別物になっている。
『中国完全包囲作戦』（文庫名：『中国軍壊滅大作戦』）
アメリカ海軍所属のE型が空軍のF-35AおよびF-15Eと共に統一朝鮮軍地上部隊に対して対地攻撃を行う。
『超空の艦隊』
E/F型が登場。紆余曲折を経て日本海軍に鹵獲された「ジョン・C・ステニス」改め「暁天」の主力艦載機として自衛隊要員で運用され、戦闘の要となる。
『天空の富嶽』/『超日中大戦 空母戦闘群激突』
E/F型が未来人の灰田が提供した空母の艦載機として登場。前者がF-14Dと共に無人機として、後者がクローンパイロットによる有人機として中国人民解放軍機やアメリカ海軍機を圧倒する。
『日中世界大戦』
海上自衛隊の空母「しなの」の艦載機としてE型が終盤で合流する。

## ゲーム
『F/A』
E型が登場。タイトルの由来にもなっており、作中では複数の機体が選択できるが、バランスの取れた性能で実質的な主役機となっている。
『F/A-18 HORNETシリーズ』
C型が登場。
『Jane's F/A-18』
E型が登場する。
『Lock On: Modern Air Combat』
各種現代ジェット戦闘機・攻撃機が登場するコンバットフライトシミュレーション。プレイヤー操縦機体ではないが、F-18AおよびCがAI専用機体として登場し、プレイヤーの友軍機あるいは敵軍機として戦闘に参加可能。
『Digital Combat Simulator』
「Lock On: Modern Air Combat」の続編にあたる最新のコンバットフライトシミュレーションで、Eagle Dynamics純正の有料アドオン・モジュール、『DCS:F/A-18C Hornet』として発売されている。F/A-18Cロット20が再現され、コックピット内のスイッチ類やアビオニクスは実機と同様の操作が可能。
『Modern Warships』
プレイヤーが操作可能な艦載機として単座型が登場する。
『Microsoft Flight Simulator』
Microsoft Flight Simulator X追加ソフト「Accelration」で、A型を操縦することができる（ただし、ミサイルなどは扱えない）。なお、海外の有料サードパーティー製アドオン機体ではあるものの、"Vertical Reality Simulations"から、2004版・X版でE型を題材とした「VRS - F/A-18E SUPERBUG」が販売されており、こちらは操作面などがほぼ実機通りのリアルなアドオンとなっている。
『SEGA STRIKE FIGHTER』
E型が登場。
『Wargame Red Dragon』
NATO陣営のNATOデッキ、アメリカ軍デッキで使用可能な航空機として登場する。NATOデッキにはCF-18とE型が、アメリカ軍デッキにはA型とC型が登場する。
『アクウギャレット』
F/A-18をモデルとした架空機「F/A-18G キラーホーネット」が登場。
『アフターバーナー クライマックス』
E型が登場。
『エースコンバットシリーズ』
基本的にどの作品でも登場する。敵が使用している場合もあるが、カラーリングと武装は作品によって異なる。『7』までの作品で登場している型式は、C型、E型、F型、F型ブロック3、EA-18G。
『ZERO』では敵となるベルカ連邦空軍のエース部隊の一つ「グリューン隊」の使用機として、独特のグリーン迷彩を纏ったF/A-18Cが登場。臨機応変な戦術やチャフ・フレアによるミサイル回避などでプレイヤーと交戦する。
『7』では映画『トップガン マーヴェリック』とのコラボレーション企画にて、劇中に登場する機体のカラーリングを模したF/A-18E等を追加するダウンロードコンテンツが配信された。
『エアフォースデルタ』
『エアロダンシングシリーズ』
C型が登場する。
『エナジーエアフォースシリーズ』
『エナジーエアフォース aimStrike!』
『エナジーエアフォース Over G』
上記2作にE型が登場。
『凱歌の号砲 エアランドフォース』
日本を占拠したアメリカ海軍の機体として登場。プレイヤーも購入して使用できる。
『空戦乙女☆ヴァージンストライク』
機体そのものではなく擬人化したF/A-18の空乙女が複数登場している。また、初期に選択できる空乙女の「アンナ」はF/A-18の空乙女。
『コール オブ デューティ ゴースト』
物語終盤に、空母「リベレーター」の艦載機としてV-22 オスプレイと共にE型が登場。
『サイドワインダーシリーズ』
作品ごとにレガシーホーネット、またはスーパーホーネットが登場する。
『ストライカーズ1999』
選択可能な自機のひとつとして登場。サブショットに敵を自動で追尾する「ホーミングミサイル」、スーパーショットに前方に集中攻撃を行う「ラピッドミサイル」、ボムに巨大な爆風を発生させる「スーパートマホーク」を装備するスタンダードで扱いやすい性能の機体。
『ソニックウィングス』
アメリカの1プレイヤー側のキャラクター「ブラスター・キートン」の乗機として登場。
『大戦略シリーズ』
米海軍タイプなどの生産型に「F-18」などのユニット名で登場し、プレイヤーも生産・購入して使用できる。空対空ミサイルを携行する空戦兵装と爆弾を携行する対地兵装を切り替え可能なことが多く、3通り以上の兵装切り替えが可能なバージョンでは加えてハープーン対艦ミサイルを用いた対艦兵装も選択可能。空母が実装されているバージョンでは、空母に着艦しての補給も可能。
『トムクランシーズ H.A.W.X.』
プレイヤー機や敵機として登場。試作機であるYF-17も使用できる。
『バトルフィールドシリーズ』
『BF2』
USMCの戦闘機として「F-18」の名称でA型が登場する。
『BFBC2』
シングルプレイの一部ミッションで敵戦車を爆撃する際にC型が登場する。プレイヤーは使用できない。
『BF3』
キャンペーンにF型が登場し、WSO（兵器管制士官）として搭乗できる。ミサイルの取り扱いと爆撃を行う。また、マルチプレイではUSMC陣営でE型が登場。
『BF4』
海兵隊の艦載機としてキャンペーンのみに登場する。
『フィクショナル・トルーパーズ』
第3回のリプレイ劇画に、米海軍所属のNPC機として登場。メカール・エストビア両軍の戦闘に介入し、多数のプレイヤー機を撃墜する。

## その他
『ノーラッド・トラックス・サンタ』
毎年のクリスマス・イヴに、ニューファンドランドに配備されているカナダ空軍のCF-18が、カナダ上空を飛行するサンタクロースのそりをエスコートするとされている。

## 実機資料

### 単行本・ムック形式
- 『F-18ホーネット　戦闘攻撃機のすべて』ビル・ガンストン著、浜田一穂訳、原書房、1996年。ISBN 4-562-02768-1。

開発史とメカニズム解説。
- 『F/A-18の秘密』オア・ケリー著、吉良忍訳、朝日ソノラマ、1992年。ISBN 4-257-17250-9。

開発史。
- 『世界の名機シリーズ F/A-18ホーネット/スーパーホーネット』イカロス出版、2008年。ISBN 978-4-86320-200-9。

機体性能、バリエーションの違いを豊富な写真を交えて総合的に解説したムック。F/A-18E/F型スーパーホーネットについてのページが多め。
- 『ボーイング F/A-18 A/B/C/D ホーネット (DACOシリーズ―スーパーディテールフォトブック)』ダニー・コレマンズ著、後藤仁訳、大日本絵画、2012年。ISBN 978-4-499-23098-8。

写真集。全ページカラーで、機体各部の接近写真やコックピット内部写真が多数。搭載できる各種ミサイルや爆弾なども取り上げている。